# Poa tangii
Poa tangii är en gräsart som beskrevs av Albert Spear Hitchcock. Poa tangii ingår i släktet gröen, och familjen gräs. Inga underarter finns listade i Catalogue of Life.